# 장제 (1909년)
장제(章傑(장걸), 1909년 4월 22일 ~ 1958년 8월 23일)는 1949년 8월 15일을 기하여, 중화민국(中華民國)이 국부천대(國府遷臺)를 한 이후 타이완(臺灣)의 중화민국 정부 1세대 군인 겸 정치인이었다.

## 주요 이력
청나라 저장 성 린하이에서 출생하여 지난날 한때 청나라 저장 성 펑화와 청나라 광시 성 구이린을 거쳐 청나라 푸젠 성 푸저우에서 잠시 유아기를 보낸 적이 있으며 그 후 중화민국 저장 성 항저우에서 성장한 그는 18세 때 장교 소위 임관 후 31년간 군(1927년 이후 8년간 혁명군 → 1935년 이후 9년간 육군 → 1944년 이후 14년간 공군)에 복무하여 훗날 1958년 8월 23일을 기하여 진먼 섬에서 작은 전투를 벌이던 중 전사하였으며 1년 후 장제스(蔣介石) 당시 자유중화민국 타이완 총통에 의하여 1959년 2월 1일을 기하여 중화민국 공군 중장 1계급 특진 추서되었다.